# Clyde Lewis
Clyde Lewis (Herston, 25 september 1997) is een Australische zwemmer.

## Carrière
Bij zijn internationale debuut, op de wereldkampioenschappen kortebaanzwemmen 2016 in Windsor, werd Lewis uitgeschakeld in de series van zowel de 200 als de 400 meter wisselslag. Op de 4×200 meter vrije slag eindigde hij samen met Mitch Larkin, Daniel Smith en Alexander Graham op de vierde plaats. 
Op de wereldkampioenschappen zwemmen 2017 in Boedapest strandde de Australiër in de halve finales van de 200 meter wisselslag en in de series van de 400 meter wisselslag. Samen met Mack Horton, Alexander Graham en Jack Cartwright eindigde hij als vierde op de 4×200 meter vrije slag. 
Tijdens de Gemenebestspelen 2018 in Gold Coast veroverde hij de gouden medaille op de 400 meter wisselslag en de bronzen medaille op de 200 meter wisselslag. In Tokio nam Lewis deel aan de Pan-Pacifische kampioenschappen zwemmen 2018. Op dit toernooi eindigde hij als zesde op de 200 meter wisselslag en als zevende op de 200 meter vrije slag, op de 100 meter vrije slag werd hij uitgeschakeld in de series. Op de 4×200 meter vrije slag legde hij samen met Kyle Chalmers, Alexander Graham en Jack Cartwright beslag op de zilveren medaille.
Op de wereldkampioenschappen zwemmen 2019 in Gwangju eindigde de Australiër als zesde op de 200 meter vrije slag, daarnaast werd hij uitgeschakeld in de halve finales van de 100 meter vrije slag. Samen met Kyle Chalmers, Alexander Graham en Mack Horton werd hij wereldkampioen op de 4×200 meter vrije slag, op de 4×100 meter vrije slag sleepte hij samen met Cameron McEvoy, Alexander Graham en Kyle Chalmers de bronzen medaille in de wacht. Samen met Mitch Larkin, Matthew Wilson en Matthew Temple zwom hij in de series van de 4×100 meter wisselslag, in de finale eindigden Larkin, Wilson en Temple samen met Kyle Chalmers op de vijfde plaats. Op de 4×100 meter vrije slag gemengd behaalde hij samen met Kyle Chalmers, Emma McKeon en Bronte Campbell de zilveren medaille.

## Internationale toernooien
| Jaar | Olympische Spelen | WK langebaan | WK kortebaan                                                 | PanPacs                                                                           | Gemenebestspelen                  |
| ---- | ----------------- | --- | ------------------------------------------------------------ | --------------------------------------------------------------------------------- | --------------------------------- |
| 2016 | geen deelname     | | 11e 200m wisselslag 12e 400m wisselslag 4e 4×200m vrije slag |                                                                                   |                                   |
| 2017 |                   | 15e 200m wisselslag 21e 400m wisselslag 4e 4×200m vrije slag |                                                              |                                                                                   |                                   |
| 2018 |                   | | geen deelname                                                | 17e 100m vrije slag · 7e 200m vrije slag · 6e 200m wisselslag · 4×200m vrije slag | 200m wisselslag · 400m wisselslag |
| 2019 |                   | 10e 100m vrije slag · 6e 200m vrije slag · 4×100m vrije slag · 4×200m vrije slag · 5e 4×100m wisselslag · Lewis zwom //enkel de series · 4×100m vrije slag gemengd |                                                              |                                                                                   |                                   |

## Persoonlijke records
Bijgewerkt tot en met 24 juli 2019
Kortebaan
| Afstand         | Tijd    | Datum            | Plaats    |
| --------------- | ------- | ---------------- | --------- |
| 100m vrije slag | 47,94   | 12 augustus 2017 | Eindhoven |
| 200m vrije slag | 1.43,52 | 7 augustus 2017  | Berlijn   |
| 200m wisselslag | 1.54,54 | 12 augustus 2017 | Eindhoven |
| 400m wisselslag | 4.05,74 | 5 november 2016  | Brisbane  |

Langebaan
| Afstand         | Tijd    | Datum        | Plaats     |
| --------------- | ------- | ------------ | ---------- |
| 100m vrije slag | 48,45   | 24 juli 2019 | Gwangju    |
| 200m vrije slag | 1.44,90 | 22 juli 2019 | Gwangju    |
| 200m wisselslag | 1.58,06 | 26 juli 2017 | Boedapest  |
| 400m wisselslag | 4.13,12 | 6 april 2018 | Gold Coast |